# Jim C. Hines
Jim C. Hines (ur. w kwietniu 1974) – amerykański pisarz, autor m.in. serii fantasy o przygodach goblina Jiga, zainspirowanej mitycznym światem Śródziemia J.R.R. Tolkiena.

## Publikacje
- Powieści
  - Zadanie goblina – oryg. Goblin Quest (DAW Books – listopad 2006; Polska: Fabryka Słów – kwiecień 2008)
  - Droga goblina – oryg. Goblin Hero (DAW Books – maj 2007; Polska: Fabryka Słów – wrzesień 2008)
  - Wojna goblina – oryg. Goblin War (DAW Books – marzec 2008; Polska: Fabryka Słów – kwiecień 2009)
- Zbiory opowiadań
  - Goblin Tales (e-book z marca 2011[1]; brak polskiego wydania)
    - Goblin Lullaby
    - The Haunting of Jig's Ear
    - Goblin Hunter
    - School Spirit
    - Mightier than the Sword

  - The Goblin Master’s Grimoire (ISFiC Press – listopad 2013[2][3]; brak polskiego wydania)